# Heinrich Vogtherr der Ältere

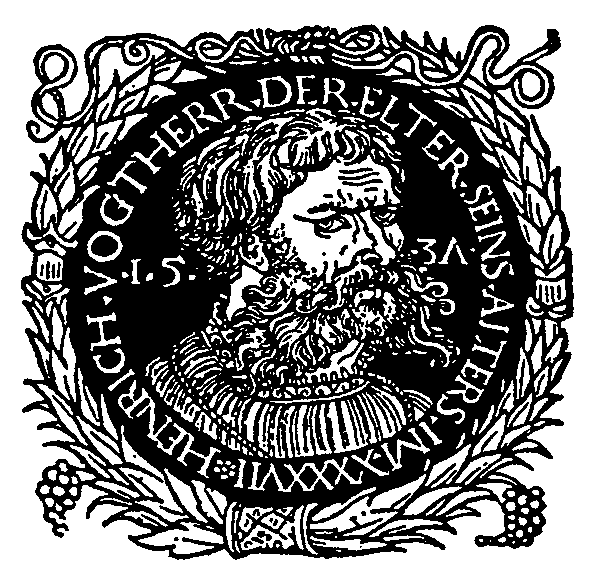
Heinrich Vogtherr der Ältere, Selbstporträt, 1537 (Holzschnitt)

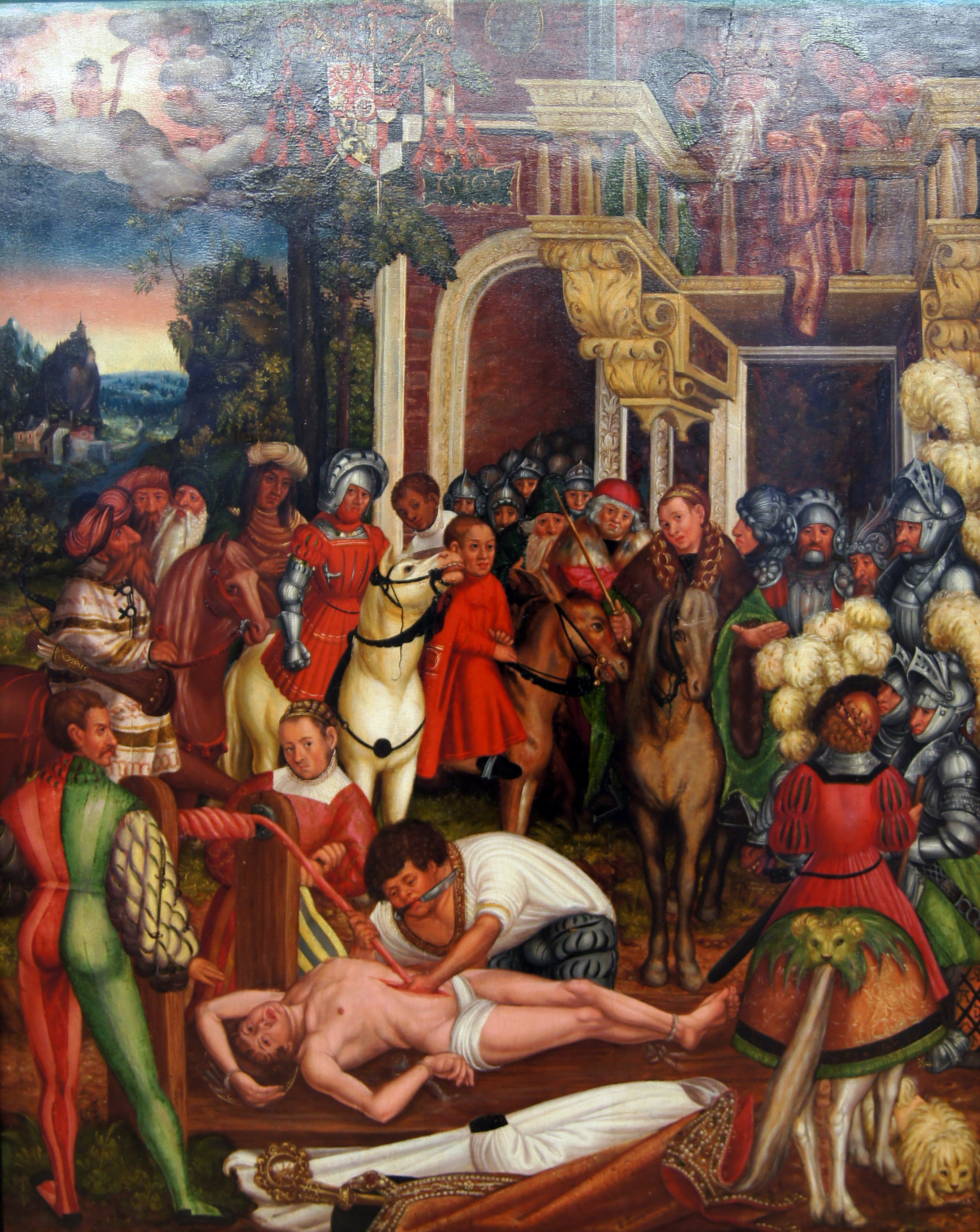
Martyrium des heiligen Erasmus, 1516, Öl auf Lindenholz, Staatsgalerie Aschaffenburg

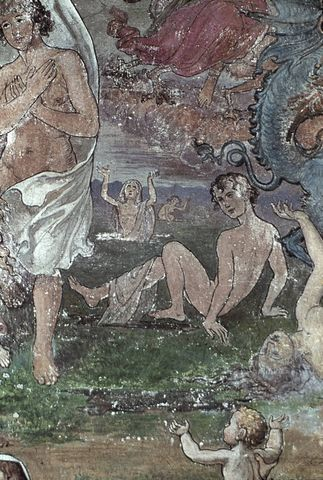
Das Jüngste Gericht (Detail), um 1523, Fresko in der Stadtkirche Bad Wimpfen

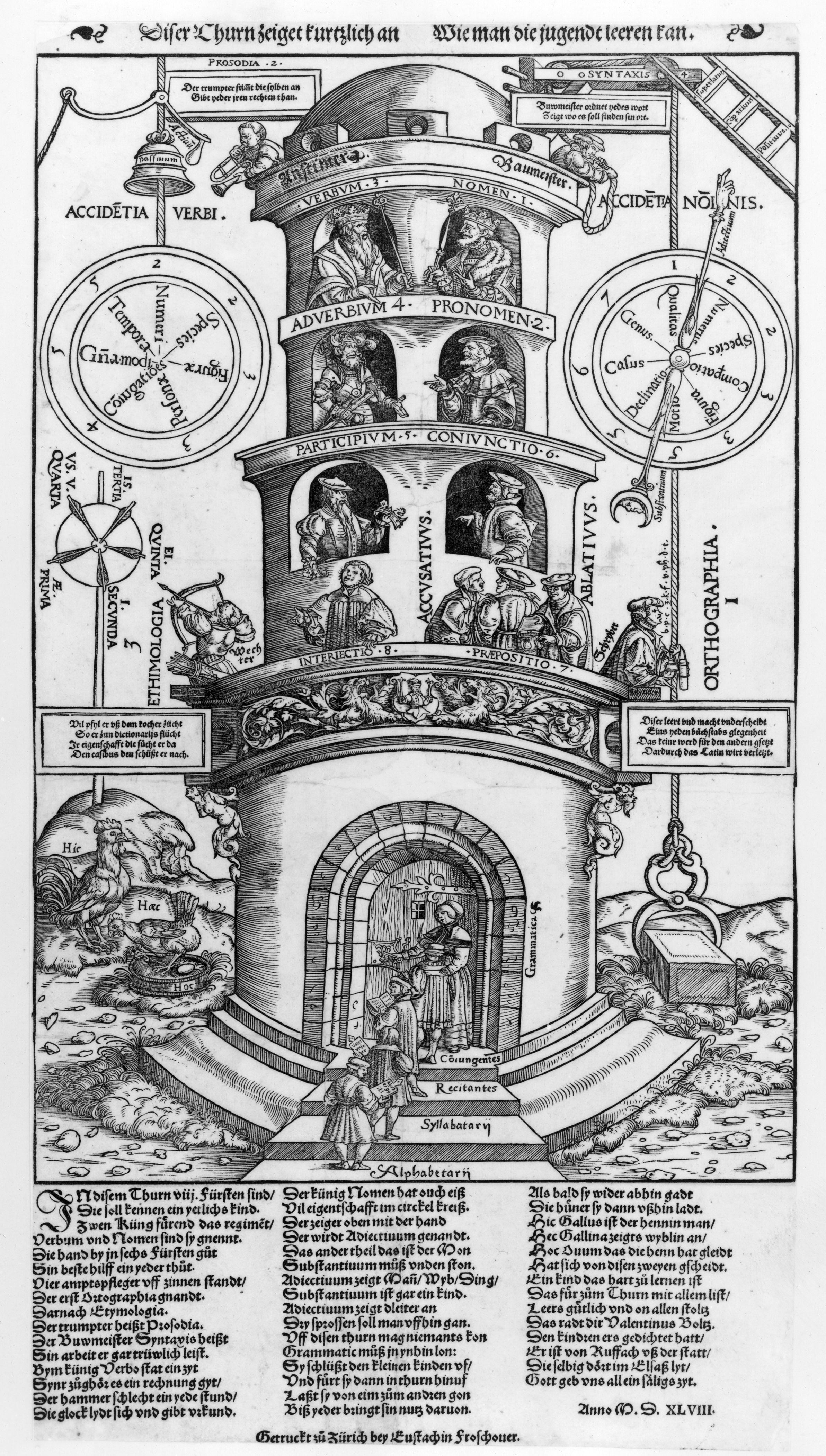
Turm der Grammatik, 1548

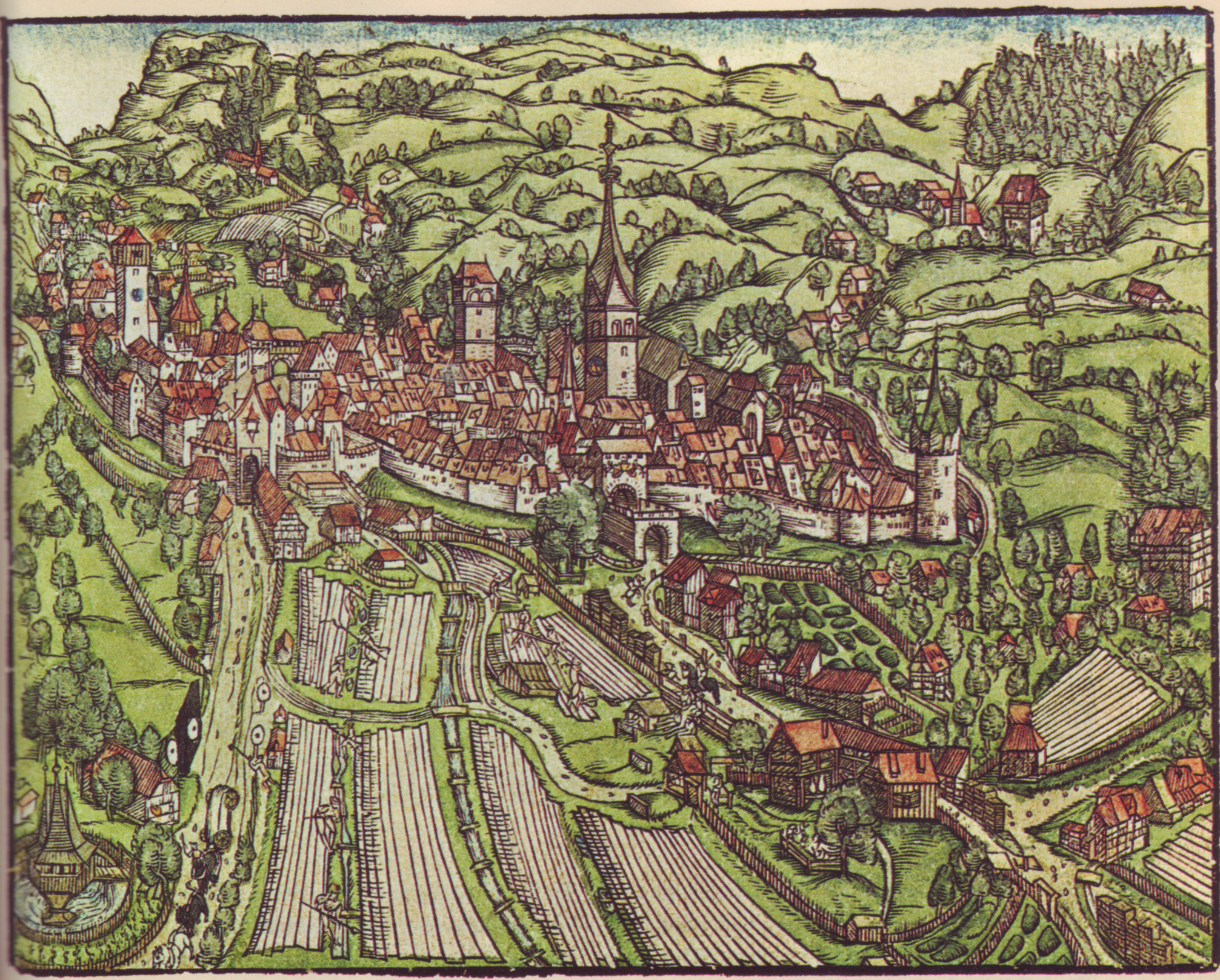
Ansicht von St. Gallen, 1545

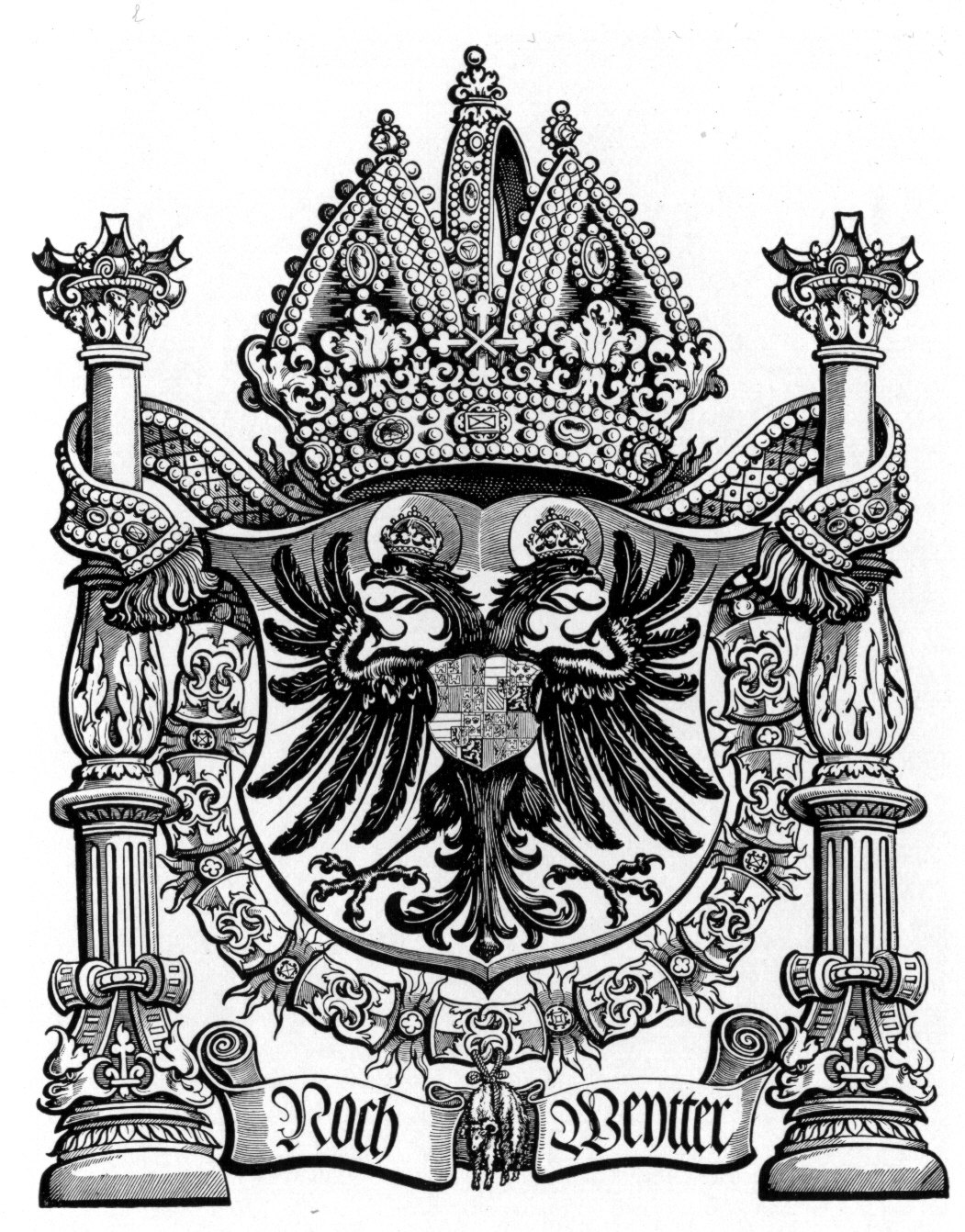
Wappen Karls V., 1548

Heinrich Vogtherr (der Ältere) (* 1490 in Dillingen an der Donau; † 1556 in Wien) war ein Künstler der Reformationszeit. Er war Maler, Zeichner, Holzschneider, Radierer, Buchdrucker, Verleger, Verfasser von Flugschriften, Dichter geistlicher Lieder, Autor medizinischer Schriften und Augenarzt.

## Leben
Vogtherr genoss eine humanistische Bildung. Sein Vater Konrad, bei dem er seine medizinischen Fachkenntnisse erwarb, war Augenarzt und Chirurg. Sein Bruder Georg (1487–1539) predigte als Priester und Reformator in Feuchtwangen, sein Bruder Bartholomäus (149?–1536) war als Hofaugenarzt beim Augsburger Bischof Christof Graf von Stadion tätig und schrieb medizinische Bücher. Einer seiner Söhne war der Maler Heinrich Vogtherr der Jüngere (1513–1568). Vogtherrs künstlerische Ausbildung scheint in Augsburg stattgefunden zu haben. Es wird angenommen, dass er dort von 1506 bis 1509 bei Hans Burgkmair (d. Ä.) in die Lehre ging. Wanderjahre führten ihn danach nach Erfurt und Leipzig. 1518 kehrte er nach Augsburg zurück und unterstützte mit einem Großteil seiner Arbeiten in Bild und Schrift die Lehre Luthers (»Der Ablaßhandel in einer Kirche«, die »Totenfresser«). 1522 bis 1525 hielt er sich in Wimpfen auf, um im Auftrag des reformatorisch gesinnten Dietrich von Gemmingen Fresken für die Stadtpfarrkirche zu malen. Zudem veröffentlichte er im Geist der Reformation zahlreiche Schriften und Flugblätter wie »Der vergottet Mensch« oder »Der Bom (Baum) des Glaubens«. Seine schönste geistliche Dichtung »Aus tiefer Not schrei ich zu dir« gab er dort 1524 als Einblattdruck heraus. In Wimpfen stand er mit dem kommenden Bauernführer Wendel Hipler in Kontakt und lernte vermutlich auch Götz von Berlichingen kennen, weshalb sein Engagement im Bauernkrieg nicht verwundert. Als Obrist der Hegauer Bauern nahm er Mitte 1524 bei der letztlich (im Juli 1525) misslungenen Belagerung von Zell (Radolfzell) am Bodensee teil. Er konnte fliehen und war etliche Monate später wohlbehalten im reformationsfreundlichen Straßburg anzutreffen, wo er sich 1526 mit seiner Familie niederließ. Hier fand er sein Auskommen vorwiegend in der Anfertigung von Buchillustrationen, da sich auf Grund der religiösen Verhältnisse die dortige Auftragslage für Malerei stark reduziert hatte. Von den damaligen Straßburger Künstlern wurde eigentlich nur noch Hans Baldung Grien, einer der bedeutendsten Maler der Dürerzeit, mit Gemälde-Aufträgen bedacht. Vogtherr wurde für fast alle Straßburger Drucker tätig. So schuf er für das 1527 bei Grüninger erschienene „Neue Testament“ acht ganzseitige Holzschnitte, welche nach Carl von Lützow „ganz erfüllt sind von der bilderreichen Erzählungskunst der Burgkmair´schen Schule“. 1536 gründete er seine Offizin, in dem er ausschließlich eigene Werke druckte; etwa das »Christliche Losbuch«, zwei »Anatomien« und das ungemein populäre, mehrfach nachgedruckte »Kunstbüchlein«, ein Musterbuch für Kunsthandwerker. Nach 1538 orientierte er sich zunehmend nach Basel und sah in späterer Folge (ab 1542) seine Familie in Straßburg nur mehr sporadisch, da er aus finanziellen Gründen gezwungen war, fortwährend umherzureisen. So begab er sich nach Speyer, Basel, wieder nach Straßburg, mehrfach nach Augsburg und schließlich nach Zürich, wo er von 1544 bis 1546 beim angesehenen Drucker Christoph Froschauer wohnte. In diesem relativ kurzen Zeitraum schuf er für dessen Werkstatt ein überraschend umfangreiches und qualitätvolles Werk, darunter mehr als 400 Holzschnitte für die »Schweizer Chronik« (1547/48) von Johannes Stumpf. Vogtherrs endgültiger Abschied von Straßburg war letztlich dem Mangel an Aufträgen für Buchillustrationen geschuldet. 1550 soll er von König Ferdinand I. als des „Kaysers okulist und Mahler“ nach Wien berufen worden sein. Kaiser war zu dieser Zeit noch dessen Bruder Karl V., der 1556 (in Vogtherrs Todesjahr) abdankte. Heinrich Vogtherr d. Ä. war dreimal verheiratet und Vater von 7 Söhnen und 3 Töchtern. Er verwendete auch das Pseudonym »Henricus (bzw. Heinrich) Satrapitanus«, weswegen er (nicht unumstritten) mit dem Monogrammisten »H. S. mit dem Kreuz« identifiziert wird.

## Werke
Vogtherr ist insbesondere über seine Druckwerke fassbar. Seine geistlichen und medizinischen Schriften und ein Großteil seiner Holzschnitte sind in Sammlungen, Bibliotheken und Archiven (London, Wien, Straßburg, Berlin, Augsburg, Mainz, Dillingen, München, Coburg und Wolfenbüttel) erhalten:
- Das Urteil des Salomo, Erfurt 1510
- Der Ablaßhandel, Augsburg um 1521
- Todtentantz, Augsburg 1542/44, gilt als erste deutsche Buchausgabe der »Bilder des Todes« nach Hans Holbein d. J.[9]
- Die Geschichte Judiths, Riesenholzschnitt, Basel 1544
- Turm der Grammatik, Zürich 1548
- Buchillustrationen u. a. in folgenden Werken:

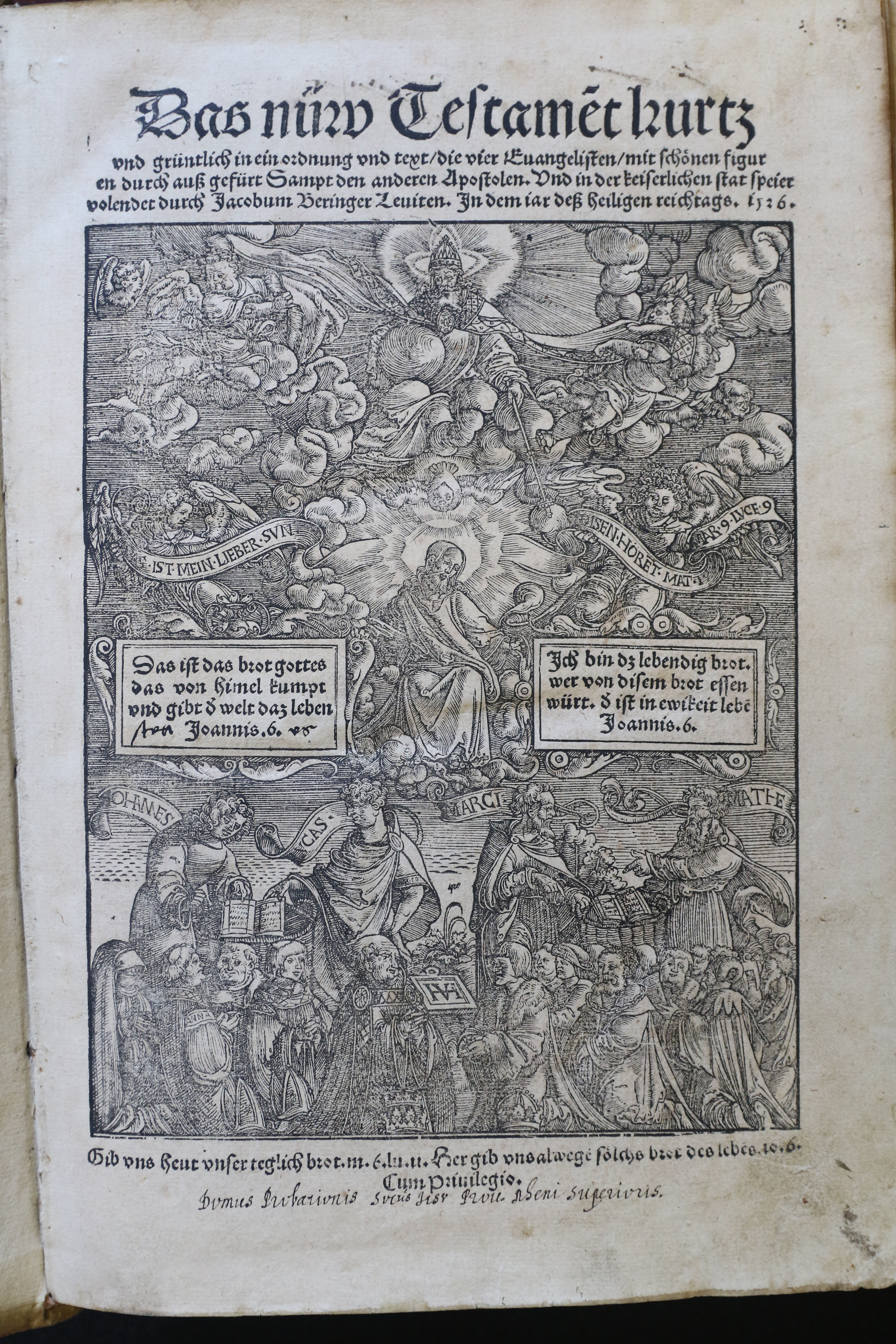
Titelblatt Nüw Testament

  - Neues Testament, Straßburg 1526 bei Hans GrüningerTitelblatt Nüw Testament, Köpfel Bibel, Rühel Bibel, sowie Froschauer Bibel (Zürich 1545)[10]
  - Kunstbüchlein, 1538
  - Schweizer Chronik, von Johannes Stumpf, Zürich 1547/48

Es gibt nur wenige Beispiele für sein malerisches Werk:
- Anbetung der Hirten, dat. 1518, Privatbesitz (vermutlich für die Wimpfener Familien Koberer/Baumann gefertigt, deren Wappen auf dem Gemälde zu sehen sind. Ein weiteres Wappen auf dem Bild wird als Wappen Vogtherrs gedeutet.)
- Altarflügel für die Stadtkirche Schwaigern (1520 vollendet). Sie galten einst als Werke Jerg Ratgebs, wurden jedoch anhand des Monogramms H. V. als Werke Vogtherrs identifiziert, heute im Württembergischen Landesmuseum Stuttgart.
- Das jüngste Gericht, 8 m hohes Fresko in der Stadtkirche Bad Wimpfen, um 1523. 1870 restauriert und leider dem Zeitgeschmack entsprechend stark übermalt.

Diskutiert wird, ob die für den Fugger´schen Baugarten gemalten Kopien der vier großen »Augsburger Monatsbilder« von ihm (nach Paul von Stetten) stammen oder seinem Sohn Heinrich Vogtherr dem Jüngeren. Die Originalfassungen (heute im Deutschen Historischen Museum, Berlin) sind wahrscheinlich in der Werkstatt von Jörg Breu dem Älteren entstanden. »Der Winter«, die einzig überlieferte Kopie, befindet sich im Augsburger Maximiliansmuseum und wird von der jüngsten Forschung Vogtherr dem Älteren zugesprochen.
Ungeklärt ist weiterhin, ob es sich bei den Schöpfern des Augsburger Geschlechterbuches von Heinrich Vogtherr und Hans Burgkmair d. J. bezüglich Vogtherr um Heinrich Vogtherr d. Älteren oder dessen Sohn Heinrich Vogherr d. Jüngeren handelt. Edith Seidl hält die Mitarbeit des jüngeren Vogtherrs für plausibler.
Vogtherr wird verschiedentlich mit dem Meister der Erasmusmarter gleichgesetzt. Aus dieser Identifikation rührt die Zuschreibung von weiteren Gemälden her, darunter:
- Martyrium des heiligen Erasmus, Öl auf Lindenholz, 97,2 × 80,2 cm, 1516, Aschaffenburger Staatsgalerie (Signatur: HS mit dem Kreuz), Urheberschaft von Frank Muller mit ziemlicher Gewissheit zugeschrieben[13][14]
- Christus und die Ehebrecherin, Öl auf Lindenholz, 113 × 91,5 cm, um 1521, Köln, Wallraf-Richartz-Museum (Link zur Abbildung siehe Einzelnachweis[15])[16]